# Ralf Stadler

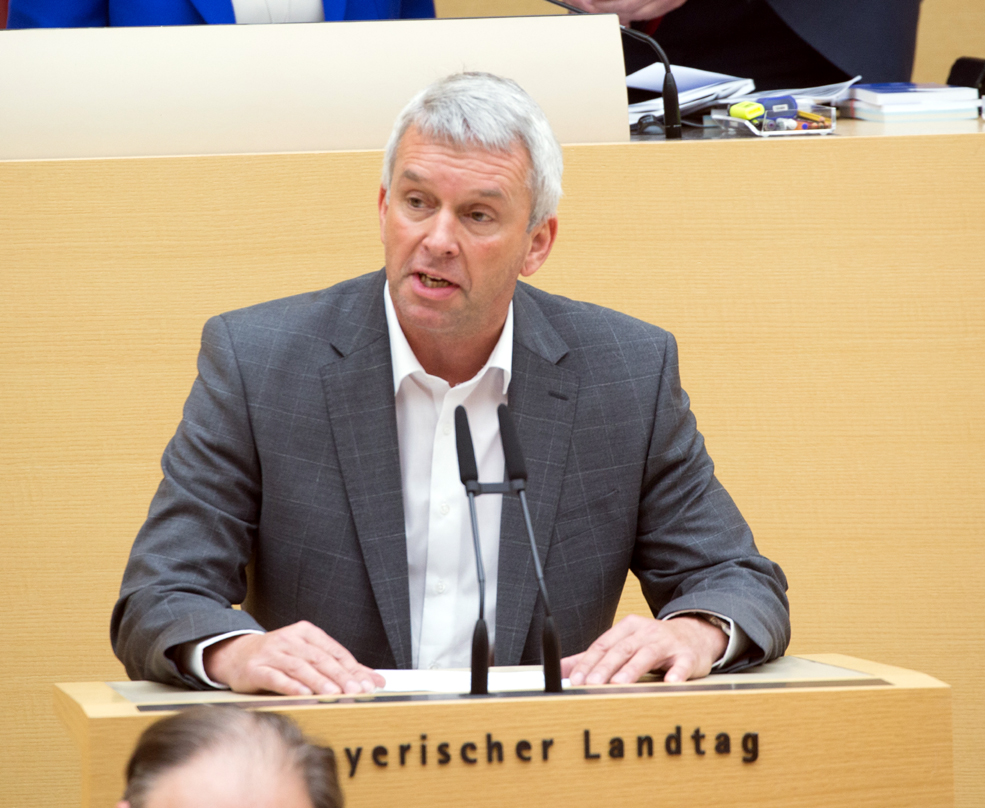
Ralf Stadler (Okt. 2019)

Ralf Stadler (eigentlich Ralf-Dieter Stadler; * 31. Dezember 1964 in Tittling) ist ein deutscher Unternehmer und rechtsextremer Politiker der AfD. Seit 2018 ist er Mitglied des Bayerischen Landtags. Seine Äußerungen über Migranten führten mehrfach zu Kontroversen, in denen ihm Rassismus vorgeworfen wurde.

## Leben und beruflicher Werdegang
Stadler beendete den Besuch der allgemeinbildenden Schule 1980 mit dem qualifizierenden Hauptschulabschluss. Es folgte eine dreijährige Ausbildung zum Gesellen des Konditorhandwerks. Von 1984 bis 1988 diente Stadler als Soldat auf Zeit in der Bundeswehr. Nach seiner Dienstzeit qualifizierte sich Stadler zwei Jahre lang als Fachschweißer und war bis 1997 als Baustellenleiter im Anlagenbau/Lebensmittelindustrie tätig, bevor er sich als Metallbauunternehmer in der Lebensmittelindustrie in Bayern selbstständig machte.

## Politik
Stadler ist Mitglied der bayerischen AfD. Zur Bundestagswahl 2021 trat er erfolglos als Direktkandidat für den Wahlkreis Passau an. Bei der bayerischen Landtagswahl 2018 kandidierte er als Stimmkreisabgeordneter im Stimmkreis Passau-Ost und auf Listenplatz 5 der AfD in Niederbayern. Er zog als Abgeordneter in den bayrischen Landtag ein. Bei der Landtagswahl 2023 zog er erneut in den Landtag ein. Im Wahlkampf wollte Stadler im März 2018 500 Suppen an eine Tafel in seinem Wahlkreis spenden, was die dortige Leitung der Tafel ablehnte. Des Weiteren ist er Mitglied des Ausschusses für Ernährung, Landwirtschaft und Forsten.
Stadler stand kurzfristig mit zwei weiteren Mitgliedern der bayerischen AfD-Fraktion unter Beobachtung des Bayerischen Landesamtes für Verfassungsschutz. Unter anderem lobte Stadler die Aktivitäten des islamfeindlichen Aktivisten Michael Stürzenberger und veröffentlichte in einem Post eine Sympathiebekundung für die zu einer Haftstrafe verurteilte Rechtsextremistin und Holocaustleugnerin Ursula Haverbeck.

### Strafbefehl
Im Juli 2019 hat die Bayerische Landtagspräsidentin Ilse Aigner bei der Generalstaatsanwaltschaft München einen Strafantrag gegen den AfD-Abgeordneten Ralf Stadler gestellt. Anlass ist eine verfremdete Fotomontage, die Stadler am 9. Juli 2019 in seinen öffentlichen Facebook-Account eingestellt hatte. Zu sehen waren Landtagspräsidentin Ilse Aigner und mehrere Kinder einer bayerischen Grundschule, die anlässlich der Landtagsveranstaltung „Entdeckertag“ am 5. Juli vor dem Landtag Luftballons stiegen ließen. Stadler hatte in eine Vielzahl der abgebildeten Luftballons nachträglich das Parteilogo der AfD eingearbeitet. Das Amtsgericht München erließ wegen Verleumdung gegen eine Person des politischen Lebens, unerlaubter Verwendung urheberrechtlich geschützter Werke sowie Verstoßes gegen das Kunsturhebergesetz einen Strafbefehl über 60 Tagessätze gegen Stadler, da er mit der Fotomontage der Landtagspräsidentin unterstellt habe, gegen ihre Neutralitätspflicht verstoßen zu haben. Stadler akzeptierte den Strafbefehl, er ist rechtskräftig.
Der Strafbefehl gegen Stadler hatte weitere Folgen. Das Landratsamt Passau zog 2021 dessen Waffenbesitzkarte ein mit der Begründung, dem AfD-Landtagsabgeordneten fehle aufgrund der Verurteilung „die notwendige Zuverlässigkeit“.

### Kontroversen um Stadlers Aussagen
Die Aussagen Stadlers führten mehrfach zu Kontroversen. Er hat in einem Video die Bewohner eines Anker-Zentrums als „Nitellabande“ bezeichnet. Dies wurde als „Nutella-Bande“ interpretiert, was ihm den Vorwurf einbrachte, diese Personen nur wegen ihrer dunklerer Hautfarbe mit kriminellen Zuhältern in Verbindung gebracht zu  haben. Bezüglich dieser Äußerung ist ein Ermittlungsverfahren eingeleitet und seine Immunität aufgehoben worden. Ein Strafbefehl wurde hierzu jedoch nach Zahlung einer Geldauflage in Höhe des beantragten Strafbefehls nicht erlassen. Aufgrund folgender weiterer Zitate wurde gegen Stadler Anzeige erstattet:

„Der Krieg gegen Deutschland hat längst begonnen, anstatt Militär wird Deutschland mit fremden nicht integrierbaren Kulturen kontaminiert. PARASITEN: Schmarotzer, Lebewesen, die dauernd oder vorübergehend auf […] oder in […] einem andersartigen Organismus, dem Wirt, leben und diesen schädigen, ihn aber höchstens zu einem späteren Zeitpunkt töten.“

„Den bevorstehenden Bürgerkrieg kann man schon länger fühlen. Unsere ‚lieben Flüchtlinge‘ warten nur auf das Kommando.“

„Irgendwie paranoid, kein Politiker traut sich das Wort ‚Geburtenkontrolle‘ auszusprechen, damit wäre das überhand nehmende Inzuchtproblem bei Muslimen sicher eindämmbar.“

Die Wortbeiträge Stadlers auf Facebook und im Bayerischen Landtag kritisierte der grüne Landtagsabgeordnete Toni Schuberl als rassistisch, da sie eine Ungleichbehandlung von Menschen allein aufgrund ihrer Hautfarbe zugrunde legen. Er sagte auch in Hinblick auf andere Abgeordnete, die AfD überschreite im Landtag regelmäßig die Grenze zum Rechtsextremismus. Wegen dieser regelmäßigen „rassistischen und volksverhetzenden Äußerungen“ hatte Schuberl beim Landratsamt Passau beantragt, Stadler zu einem Grundkurs über die Werte der freiheitlichen demokratischen Grundordnung nach dem Bayerischen Integrationsgesetz zu verpflichten. Geschaffen wurde diese Möglichkeit zwar in Hinblick auf die Integration von Flüchtlingen, sei dem Wortlaut nach aber auch für Einheimische anwendbar gewesen. Der Antrag erledigte sich in Folge der Entscheidung des Bayerischen Verfassungsgerichtshofes, wonach die Kurspflicht rechtswidrig sei.
Stadler hat Gegendemonstranten bei einer Corona-Demo als „SA-Truppen“ bezeichnet, wofür er angezeigt worden ist.
Bezüglich eines Mahnmalprojekts im Dorf Nammering, wo das größte Naziverbrechen Niederbayerns während der NS-Zeit stattgefunden hatte, hat Stadler auf Facebook geschrieben: „Man muss die Vergangenheit auch mal ruhen lassen können. Nicht jeder Vorfall in der Geschichte bedarf eines Mahnmals.“ Stadler selbst forderte hingegen ein Mahnmal für abgestürzte Wehrmachtspiloten am Dreisessel.
Ein Video, das auf dem Telegram-Kanal Ralf Stadlers verbreitet worden ist, führte zu einem Strafbefehl in Höhe von 50 Tagessätzen, jedoch nicht gegen Stadler selbst, sondern gegen einen seiner Administratoren auf seinem Kanal. In dem Video wird ein dystopisches Endzeitszenario nach Corona gezeichnet, mit dem denjenigen gedroht wird, die die „Corona-Lüge“ verbreitet haben und das Volk verraten haben. Dabei wird immer wieder auf die QAnon-Verschwörungserzählung Bezug genommen. Der Strafbefehl wurde jedoch auf die Verwendung verfassungsfeindlicher Symbole im Video gestützt.
Für den von ihm erhobenen Vorwurf, ein Abgeordneter der Freien Wähler habe einen „SS-Spruch“ verwendet, obwohl es sich in Wirklichkeit um den traditionellen Leitspruch der Bayerischen Soldatenkameradschaft „In Treue fest“ handelte, erhielt Stadler eine Rüge im Bayerischen Landtag.
In einem Zug beschimpfte Stadler zwei Passagiere mit dunkler Hautfarbe und filmte dies. Im Video bezeichnete er sie als „Pack“ und setzte sie mit Messerstechern gleich. Einen der beiden schubste er mit Gewalt aus dem Zug. Hierfür wurde er von der Landtagspräsidentin öffentlich kritisiert. Stadler war auf seine Aktion stolz und sagte angesichts seines augenscheinlich ausländischen Kontrahenten: „Ich weiß ja nicht, was der in der Tasche hat.“
Ralf Stadler erhielt im Bayerischen Landtag innerhalb der 18. Legislaturperiode fünf Rügen.